# 젊은 토르레스
젊은 토르레스(Der Junge Torless, Young Torless)는 프랑스에서 제작된 폴커 슐렌도르프 감독의 1966년 영화이다. 마티유 까리에 등이 주연으로 출연하였고 프런즈 세이츠 등이 제작에 참여하였다.

## 출연

### 주연
- 마티유 까리에

### 조연
- 로테 레들
- 바바라 스틸